# 布里曼 (加利福尼亞州)
布里曼（英語：Bryman）是位於美國加利福尼亞州聖貝納迪諾縣的一個非建制地區。該地的面積和人口皆未知。

## 地理
布里曼的座標為34°40′29″N 117°20′44″W / 34.67472°N 117.34556°W，而該地的平均海拔高度為770米（即2526英尺）。